# Spinell
Spinell är ett mycket hårt mineral som består av magnesiumaluminat, MgO2(AlO)2, ibland med inblandning av krom och järn. Det har gett namn till mineralgruppen spineller med liknande typ av uppbyggnad och kristallstruktur.

## Egenskaper
Den ädla spinellen har röd färg i talrika nyanser. Dessutom förekommer gula, blå och gröna spineller i flera nyanser, samtidigt som det även förekommer en svart variant, som kallas pleonast eller ceylonit. 
Spinell är mycket hård (8,0 på Mohs hårdhetsskala). Den bildar kubiska kristaller med så kallad spinellstruktur.

## Förekomst
Trots att spinellen ursprungligen bildats i urbergets bergarter, oftast i kristallin kalksten, påträffas de klara, ädla varianterna främst i sandlager, på samma sätt som många andra ädelstenar.
De främsta fyndorterna finns i Myanmar, Sri Lanka och Thailand. Dock förekommer spineller även på många andra ställen tillsammans med safir, rubin, zirkon och andra ädelstenar.

## Användning
Spinell används som ädelsten. Värdefullast är den röda spinellen, särskilt de nyanser, som till färgen står närmast rubin s.k. rubinspineller.
Fullkomligt ren och färglös spinell förväxlas ibland med diamant, då den har ungefär samma densitet och liksom denna är enkelbrytande.

## Historik
Spinell har använts av människor sedan förhistorisk tid och förekommer i många olika kulturer och geografiska områden. Några av världens äldsta kända ädelstensfyndigheter finns i Afghanistan, redan för 8000 år sedan bröts Lapiz lazuli och senare även smaragd och rubin i Badakhshan provinsen som också är känd för sina fyndigheter av rosa och röd spinell. Röd spinell har ofta färg som påminner om rubin och historiskt har benämningen "ballasrubin" varit vanlig och det har föreslagits att namnet "ballas" kommer från "Badakhshan". Badakhshan ligger dessutom nära gränsen till Tajikistan och det för röd spinell kända området Kuh-i-Lal vilket också producerat ädelstenar sedan mycket lång tid. Fortfarande görs nya fyndigheter i områden runt de äldre fyndigheterna och så sent som 2017 dök det upp attraktiv lila-violett spinell från en ny fyndighet i Kuran wa Munjan upp på ädelstensmarknaden.
De kejserliga hoven i både Rom och Kina använde spinell från centrala och sydöstra Asien. Spinell blandades dock ofta ihop med rubin och safir så det är svårt att säkert veta vilken typ av ädelsten som avses i äldre texter. Benämningen "ballasrubin" visar att man skilde äkta rubin från andra rubinliknande stenar och i många fall har dessa visat sig vara just spinell, även om även granat, röd turmalin och andra röda material emellanåt också benämnts ballasrubin.
En förklaring till att det historiskt varit svårt att identifiera spinell som eget ädelstensmaterial är att spinell förekommer i många olika färger. Röd blir den genom att spår av grundämnet krom, Cr, kan förekomma i kristallstrukturen. Precis samma färggivare har rubin och spinell och rubin har trots att de tillhör olika kristallsystem stora likheter när det gäller färg och hur färgen beter sig under olika ljusförhållanden. Spinell är aningen mjukare än rubin men då båda materialen tillhör de både hårdaste och hållbaraste ädelstenarna har skillnaden i hårdhet inte varit till stor hjälp vid identifiering.
Ursprunget till namnet spinell är oklart men det har föreslagits att det kommer av italienskans "spina" som betyder tagg vilket kan ha att göra med att välutvecklade spinellkristaller bildar en oktaeder med sex stycken tydliga spetsar. Franska vetenskapsakademin använde 1762 namnet “spinelle”. Fram till dess hade de flesta ädelstenar namngivits och klassificerats efter färg men namnet rubin kom att reserveras för den röda varianten av korund. En äldre benämning för framförallt röda stenar är "karbunkel" (eller "carbuncli" med fler varianter på stavning). Framförallt är det röd granat som benämnts karbunkel men det har även förekommit att flera andra röda ädelstenar inklusive spinell gått under benämningen karbunkel. Ju längre fram i tid man är desto mer konsekvent har karbunkel betytt röd granat men i äldre texter och inventarieförteckningar kan alltså ordet betyda något annat.

## Bilder

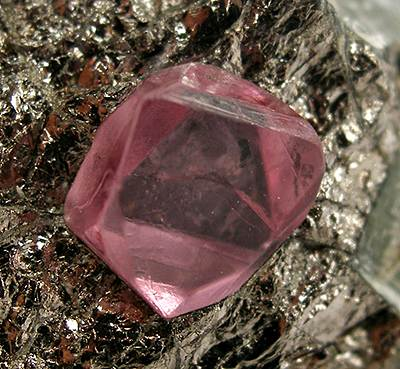
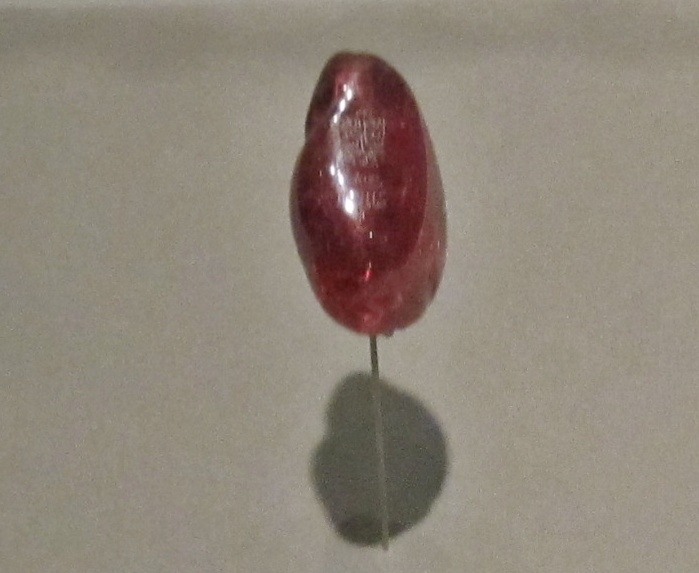
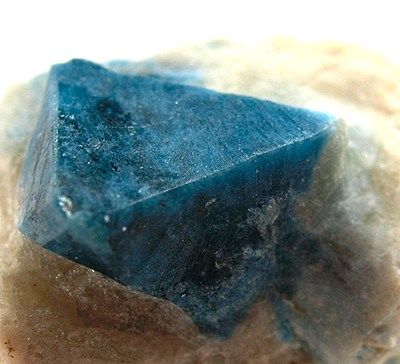
Kristall i oktaederform
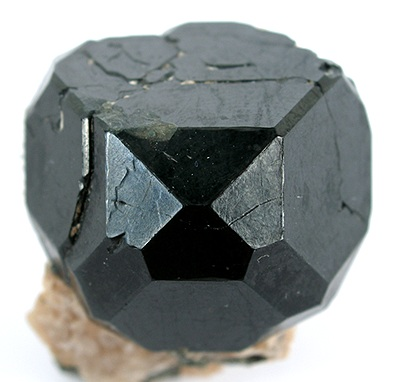
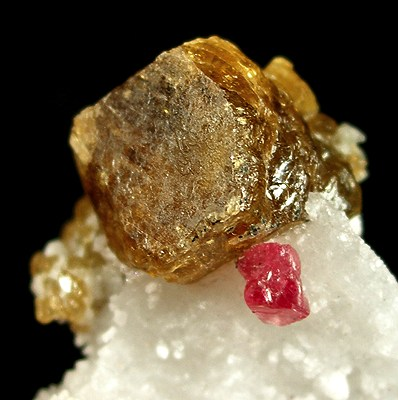
Den stora gulbruna och den lilla röda är båda spineller i olika färgvarianter